# Stanegate

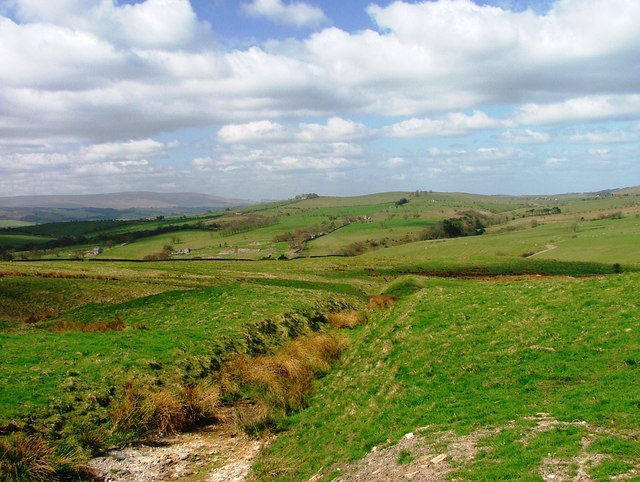
Stanegate

Stanegate byla důležitá římská vojenská silnice postavená na území, které se později začalo nazývat severní Anglie. Silnice o délce 61 km spojovala dvě pevnosti: Corstopitum (Corbridge) u řeky Tyne na východě a pevnost Luguvalium (Carlisle) na silnici Dere Street a řece Eden na západě. Pevnosti mimo jiné střežily významné přechody přes tyto řeky.

## Strategie a vztah kHadriánovu valu
Římští velitelé si velmi dobře uvědomovali strategický význam kvalitní komunikace mezi pevnostmi v této úzké části ostrova, a to dávno před tím, než byl vybudován Hadriánův val. Stanegate ho předešla o několik desetiletí; val pak postavili jen o něco málo severněji. Někdy se píše, že Stanegate "tvoří osu Hadriánova valu".

### Síť římských cest
Stanegate je jednou z mnoha silnic, které Římané v provincii Británie postavili; jejich délka bývá odhadována na více než tři tisíce kilometrů. Síť silnic tvořila kupříkladu Watling Street (dlouhá 322 km), Fosse Way, Ermine Street, Devil´s Highway, Cade´s Road, Fen Causeway či Icknield Street.

## Jedinečnost silnice Stanegate
Stanegate je svým způsobem výjimečná: od většiny římských silnic se liší tím, že byla často vedena především po vrstevnicích, takže měla tendenci tvořit zatáčky; naproti tomu typické římské silnice se vyznačovaly dlouhými rovnými úseky, a to dokonce i v tom případě, že pak bylo nutné zdolávat příkré svahy.

## Původ jejího názvu
Římané tuto silnici jistě nějak pojmenovali, ale její název se do našich dob nedochoval. Stanegate, "stone road", je pozdější pojmenování složené z norských slov stan 'stone' (kámen) a gata ('silnice').

## Časové zařazení a účel
Silnici Stanegate pravděpodobně postavili v době, kdy od (roku 77 n. l. do roku 85 n. l.) římskou provincii Británie spravoval guvernér Agricola a v Římě se na trůnu vystřídali tři císaři, Vespasianus a jeho synové, Titus a Domitianus.
Údajně byla postavena jako strategická vojenská silnice v době, kdy severní hranice Římské říše vedla až na linii řek Forth a Clyde. Hranice se k této silnici posunula až později, poté, co se Římané stáhli z území moderního Skotska. Tomu odpovídá fakt, že pevnosti, které na ní byly postaveny, stály od sebe jeden den pochodu (14 římských mil neboli 21 km), což pro strategickou silnici mimo hranici stačilo. Pevnosti Vindolanda (Chesterholm) a Nether Denton pocházejí ze zhruba stejné doby jako Corstopitum a Luguvalium, tedy z 70. a 80. let prvního století.

## Zahuštění řady pevností

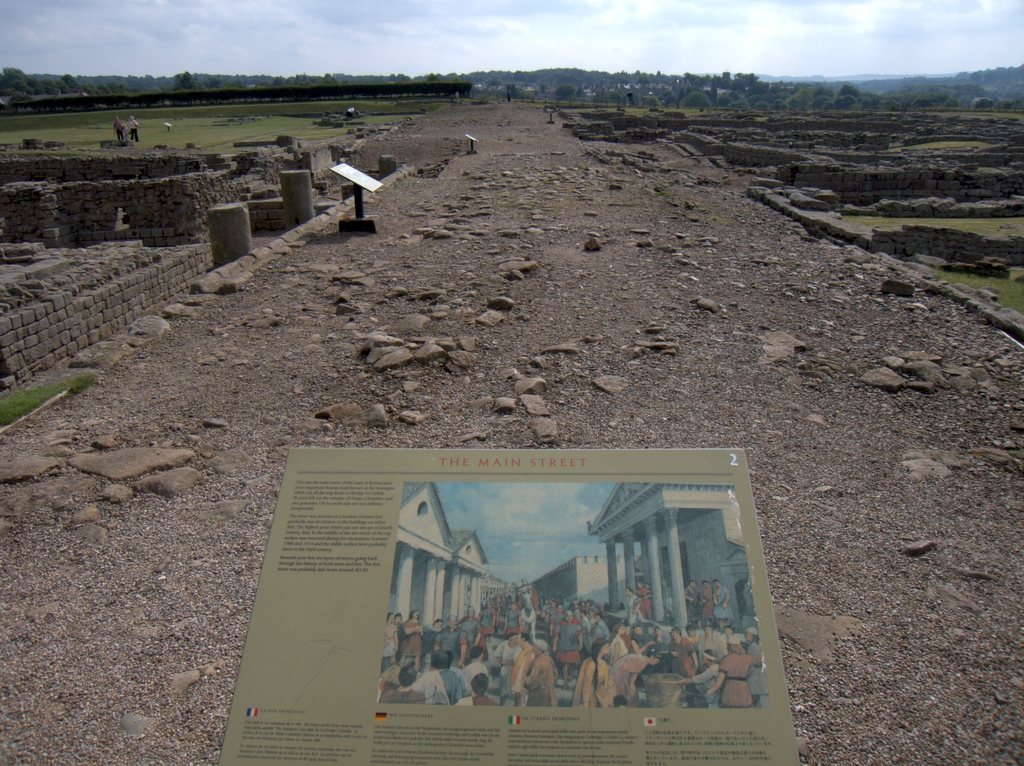
Stanegate ve vesnici Corstopitum

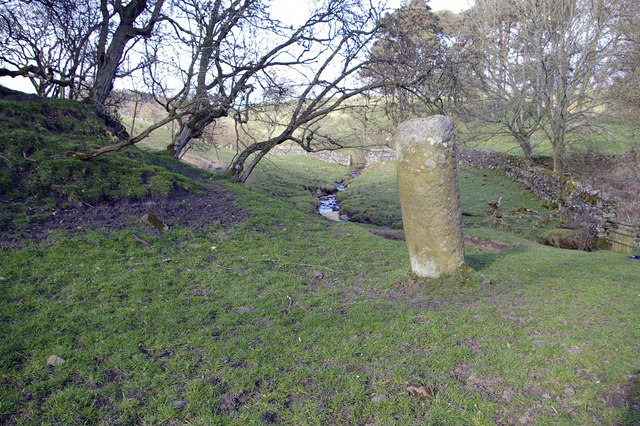
Římský milník u silnice Stanegate blízko pevnosti Vindolanda

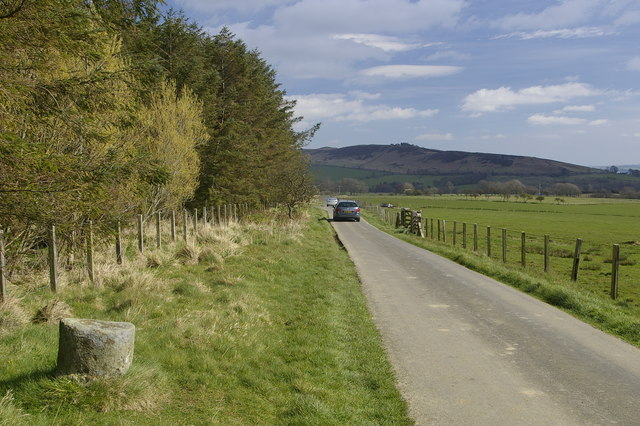
Tudy vedla Stanegate do pevnosti Vindolanda

Když se Římané rozhodli ze Skotska stáhnout, silnice se dostala na hranici provincie a celé říše, takže bylo nutné ji posílit pevnostmi vzdálenými od sebe jen půl dne pochodu. Tyto pozdější pevnosti se jmenují Newbrough, Magnis (Carvoran) a Brampton Old Church. Pravděpodobně byla mezi nimi postavena ještě celá série menších pevností; takovými pevnůstkami či signálním stanicemi mohou být Haltwhistle Burn a Throp, ale není dostatek důkazů, které by potvrdily, že tvořily celou řadu. Odchod vojsk ze Skotska proběhl přibližně v roce 105, a proto k posilování obrany Stanegate došlo zhruba v té době.

## Trasa zvýchodu na západ napříč ostrovem
Stanegate vycházela z pevnosti Corstopitum, odkud mířila na sever, do Skotska, důležitá silnice Dere Street. Západně od pevnosti Corstopitum přešla Stanegate říčku Cor Burn, přítok řeky Tyne, a potom sledovala severní břeh řeky Tyne až k řece North Tyne blízko vesnice Wall u Hadriánova valu. Přes North Tyne musel vést římský most, dále cesta míjela moderní vesnici Fourstones a směřovala do vesnice Newbrough, kde leží první pevnost (ve vzdálenosti 12 km od vesnice Corbridge a téměř 10 km od pevnosti Vindolanda). Jde o pevnůstku o rozloze zhruba 40 arů; nachází se v Newbrough na hřbitově kostela, který stojí za vesnicí směrem na západ.
Odtud pokračuje Stanegate k západu, rovnoběžně s řekou South Tyne, dokud nedorazí k další velké pomocné pevnosti, kterou je Vindolanda (Chesterholm). Potom kříží trasu později vybudované Military Road a vede jižně od menší pevnosti Haltwhistle Burn. Od ní pokračuje na západ,vzdaluje se od řeky South Tyne a míjí velkou pevnost Magnis (Carvoran), která leží 10,5 km od pevnosti Vindolanda a 32 km od pevnosti Corstopitum. Zde se k silnici připojuje Maiden Way, která přichází z jihu z pevnosti Epiacum (Whitley Castle).
Za pevností Magnis se silnice stáčí k jihovýchodu, aby sledovala tok řeky Irthing, kolem pevnůstky Throp míří a k pevnosti Nether Denton, která leží 7,2 km od pevnosti Magnis a 39,4 km od pevnosti Corstopitum. Tato pevnost se rozkládala na ploše přibližně 12 tisíc čtverečních metrů.
Z pevnosti Nether Denton silnice sleduje řeku Irthing a míří k modernímu Bramptonu. Míjí pevnůstku Castle Hill Boothby a potom, 1,6 východně od Bramptonu, se dostává k následující velké pevnosti zvané Brampton Old Church (leží téměř 10 km od Nether Denton a 49 km od pevnosti Corstopitum). Pevnost takto pojmenovali, protože její polovina se nachází pod starým kostelem sv. Martina a přilehlým hřbitovem. Za pevností Brampton Old Church silnice překračuje řeku Irthing a míří na východ přes Irthington a High Crosby, kde byla pravděpodobně, vzhledem ke vzdálenosti od okolních pevností, postavena další pevnůstka, kterou se zatím však nepodařilo dohledat. Stanegate potom překročila řeku Eden u kriketového hřiště v moderním městě Carlisle a nakonec dorazila do pevnosti Luguvalium (Carlisle), kde stojí Carlisle Castle (12 km od Brampton Old Church a 61 km od pevnosti Corstopitum).

### Pravděpodobné navazující kilometry cest
Silnice pravděpodobně pokračovala ještě asi 7 km na západ do římské pevnosti ve vesnici Kirkbride u zálivu Moricambe Bay. Tam byl sice nalezen rozsáhlý tábor o ploše 20 000 metrů čtverečních, ale důkazy o existenci silnice zatím nejsou dostatečné.

Hlavní římské silnice v Británii

Dále se odhaduje, že Stanegate mohla vést směrem na východ z pevnosti Corstopitum směrem k pevnosti Pons Aelius, kde leží Newcastle upon Tyne, a končit v římské pevnosti Washing Wells ve městě Whickham, ale zatím to žádné objevy nepodpořily.

## Přehled pevností na silnici Stanegate
- Corstopitum (Corbridge) (velká pevnost)
- Newbrough (menší pevnost)
- Vindolanda (Chesterholm) (velká pevnost, nejznámější z těchto "nárazníkových" pevností[5])
- Haltwhistle Burn (menší pevnost)
- Magnis (Carvoran) (velká pevnost)
- Throp, jižně od Gilslandu (menší pevnost, signální stanice[5])
- Nether Denton (velká pevnost)
- Castle Hill Boothby, mezi Bramptonem a Lanercost Priory (menší pevnost)
- Brampton Old Church (velká pevnost)
- Luguvalium (Carlisle) (velká pevnost)

## Pozdější vývoj
Značná část Stanegate posloužila jako základ silnice Carelgate (Carlisle Road), středověké silnice z tržiště ve vesnici Corbridge, která se napojuje na Stanegate západně od pevnosti Corstopitum. Stav Carelgate se nakonec tak zhoršil, že se po ní nedalo jezdit. V letech 1751–1752 tam generál George Wade postavil novou silnici, tzv. Military Road. Velká část Stanegate se však stále užívá; jde o moderní silnici nižšího řádu v hrabství Northumberland mezi vesnicí Fourstones a Vindolanda.